# Becca Tobin
Rebecca Grace Tobin (Atlanta, Georgia; 18 de enero de 1986), conocida como Becca Tobin, es una actriz y cantante estadounidense. Es conocida por su interpretación de Kitty Wilde en la serie de televisión Glee, de la cadena Fox, donde participó por primera vez en el episodio The New Rachel, transmitido el 13 de septiembre de 2012.

## Primeros años
Becca creció en Atlanta, Georgia, y es la menor de dos hijas de dos abogados. Fue una porrista en séptimo y octavo grado, pero después decidió que eso no era para ella y comenzó a bailar. Se transfirió de escuela a mitad de su último año. Después de haber sido cambiada de una escuela de artes de teatro a una pública, comenzó a ser intimidada por las chicas que la llamaban "freak teatral" y "nerd". Le dijeron que nunca llegaría a ser exitosa o una estrella, y una chica amenazó con golpearla. También recibió mensajes de texto agresivos y su única amiga comenzó a ignorarla. Debido a la intimidación, comenzó a saltar los eventos escolares, como reuniones de ánimo, y no fue a su graduación. Está en contra el acoso escolar y es la portavoz femenina de Bullyville. Se graduó de la Wheeler High School en 2004. Actualmente es alumna de la AMDA, un colegio de artes escénicas.

## Carrera
La primera actuación de Tobin fue a los cuatro años como un árbol de Navidad en el desfile de día de fiesta de su escuela. Se mudó a New York cuando tenía dieciocho años para conseguir trabajo de inmediato. Ella ha trabajado en Broadway como suplente en el musical Rock of Ages. Ella estuvo de gira con la Trans-Siberian Orchestra en 2011.
Becca interpreta el papel de Kitty Wilde en el programa de televisión de Fox Glee. Tobin hizo su primera aparición en el episodio de estreno de la cuarta temporada, The New Rachel, y fue un personaje recurrente para esta temporada. Su personaje pasó a ser miembro del elenco principal de la serie en la quinta temporada. Glee es su primer gran proyecto.
Apareció en la edición de mayo de 2013 de la revista Maxim.
Becca Tobin fue elegida, junto con sus compañeros del elenco de Glee Jacob Artist, Melissa Benoist y Dean Geyer, como embajadora para el nuevo producto de Coca Cola, P10 300 ml Coke Mismo. En junio de 2013, los cuatro fueron trasladados a Manila, Filipinas para respaldar el producto visitando diferentes centros comerciales y teniendo reuniones con los fanes.
La pareja de Becca Tobin, fue encontrado muerto en una habitación de un hotel de Filadelfia. El hombre fue identificado como Matt Bendik, de 35 años, era propietario de varios boliches en Los Ángeles y muy conocido en la movida nocturna.  Estaba en Filadelfia junto a Tobin en un viaje de negocios.
Aún no se conocen las causas de la muerte de Bendik pero las autoridades descartaron un suicidio.

## Vida personal
Tobin estuvo en una relación con el empresario Matt Bendik hasta su muerte el 10 de julio de 2014. Se comprometió con el empresario Zach Martin en mayo de 2016. Se casaron en una ceremonia oficiada por Jane Lynch, en Jackson Hole, Wyoming el 3 de diciembre de 2016. El 22 de febrero de 2022 anunció que su primer hijo, Rutherford "Ford" Thomas Martin, había nacido a través de maternidad subrogada.
En mayo de 2013, apareció en una edición de Maxim.

## Filmografía
| Año           | Título                        | Personaje           | Notas                                                                                 |
| ------------- | ----------------------------- | ------------------- | ------------------------------------------------------------------------------------- |
| 2009          | Wiener & Wiener               | Heather             | Episodio: "Beyonce's Walk-In Closet"                                                  |
| 2012—2015     | Glee                          | Kitty Wilde         | Personaje Recurrente (Temporada 4) Personaje Principal (Temporada 5 y 6) 55 episodios |
| 2013          | Watch What Happens: Live      | Ella misma          | Episodio: "Shirley Manson & Becca Tobin""                                             |
| 2013          | Master Chef                   | Ella misma          | Season 4: Episode 10                                                                  |
| 2014          | Drop Dead Diva                | Empress Katia       | Estrella invitada 1 episodio serie de TV                                              |
| 2015          | NCIS: Los Angeles             | Blaze Talcott       | Estrella invitada 1 episodio serie de TV                                              |
| 2017          | Dropping the Soap             | Tammy O'Rourke      | Episodio: "Julian's Choice"                                                           |
| 2017          | Do I Say I Do?                | Jessica Bender      | Película para televisión                                                              |
| 2017          | A Song for Christmas          | Adelaide Kay        | Película para televisión (Hallmark Channel)                                           |
| 2018          | Love at First Dance           | Hope                | Película para televisión (Hallmark Channel)                                           |
| 2018–presente | LadyGang                      | Ella misma          | Presentadora                                                                          |
| 2019          | Sister of the Bride           | Stephanie           | Película para televisión (Hallmark Channel)                                           |
| 2021          | Zoey's Extraordinary Playlist | Paciente de terapia | Episodio: Zoey's Extraordinary Double Date                                            |
| 2021          | Turner & Hooch                | Brooke Mailer       | Papel recurrente                                                                      |
| 2021          | Christmas Is You              | Emma Bloom          | Película de televisión (GAC Family)                                                   |
| 2022          | The Dinner Party              | Sarah               |                                                                                       |
| 2023          | The Wedding Contract          | Rebecca             | Película de televisión (Hallmark)                                                     |

## Teatro
| Año       | Título                        | Personaje         | Notas                                         |
| --------- | ----------------------------- | ----------------- | --------------------------------------------- |
| 2005      | Cats                          | Etcetera          | Hobby Center for the Performing Arts, Houston |
| 2006      | Chicago                       | Roxie Hart        | Fort Salem Theater, Salem New York            |
| 2006–2007 | West Side Story               | Velma the Jet     | Hobby Center for the Performing Arts, Houston |
| 2008      | High School Musical on Stage! | Elenco            | Paper Mill Playhouse, New Jersey              |
| 2008–2009 | Oklahoma!                     | Elenco            | Fox Theatre, Atlanta                          |
| 2009–2011 | Rock of Ages                  | Sherrie Christian | Brooks Atkinson Theatre, Broadway             |

## Premios y nominaciones
| Año  | Premio                  | Categoría           | Trabajo | Resultado |
| ---- | ----------------------- | ------------------- | ------- | --------- |
| 2013 | Teen Choice Awards 2013 | Elección TV Villano | Glee    | Nominado  |